# Mróz (przedsiębiorstwo)
Spółka Akcyjna Mróz – polskie przedsiębiorstwo specjalizujące się w przetwórstwie mięsnym.

## Historia
W roku 1989 Maria i Wojciech Mróz stawili pierwsze kroki w branży mięsnej, otwierając nowy rozdział w historii firmy. W roku 1992 założona została spółka z ograniczoną odpowiedzialnością Zakłady Przetwórstwa Mięsnego Mróz (ZPM Mróz), co stanowiło kluczowy moment w rozwoju firmy. W tym też roku rozpoczęto współpracę z francuską firmą Jean Floc’h, co  otworzyło drzwi do międzynarodowej współpracy. Również w 1992 roku przeniesiono produkcję do nowoczesnego zakładu w Borku Wielkopolskim. W roku 1996 firma dała impuls do rozwoju kolarstwa w Polsce, zakładając Zawodową Grupę Kolarską Mróz. W 1999 roku firma zakupiła gospodarstwa rolne w gminach Borek Wlkp. oraz Dolsk, poszerzając swoją obecność na rynku. W roku 2000 nabyto kontrolny pakiet udziałów w spółce KRP Manieczki, umacniając pozycję na rynku mięsnym. W 2002 roku uruchomiono nowoczesną ubojnię trzody chlewnej w miejscowości Borzęciczki. W roku 2004 firma zainwestowała poza branżą mięsną, otwierając ośrodek rekreacyjny "Villa Natura" nad jeziorem Dolskie Wielkie. Współpraca z drużyną Lech Poznań w latach 2004-2007 przyczyniła się do promocji firmy. W 2005 roku doszło do transformacji spółki ZPM Mróz w spółkę akcyjną Mróz, co zaowocowało nową identyfikacją wizualną firmy. W roku 2010 firma podpisała umowę sponsorską z drużyną Warta Poznań, umacniając swoją obecność w świecie sportu. W 2015 roku firma przejęła chłodnie składowe i ubojnię "Łagrom" w Gostyniu i Poniecu. W roku 2017 uruchomiono zakład produkcji dań gotowych i kanapek w Borku Wielkopolskim. Rok 2019 przyniósł otwarcie biogazowni o mocy 1,2 MW w Borzęciczkach. W roku 2020 firma rozpoczęła program wykorzystania fotowoltaiki w zasilaniu energetycznym.
W listopadzie 2022 roku otwarto postępowanie restrukturyzacyjne dla spółki akcyjnej Mróz. Suma zobowiązań sięgała 311,9 mln zł. 

## Mróz w liczbach
W promieniu 80 kilometrów od Borku Wielkopolskiego na terenie kilku powiatów południowej Wielkopolski, prowadzona jest działalność, która w liczbach przedstawia się następująco: 
- obszar uprawnych pól sięga 5 000 hektarów[3]
- dziennie produkowanych jest 70 000 litrów mleka[3]

- waga wyrobów mięsnych osiąga 80 000 kilogramów każdego dnia[3]
- codziennie powstaje 15 000 dań gotowych[3]
- również 30 000 kanapek wytwarza się każdego dnia[3]